# 31234 Bea
31234 Bea è un asteroide della fascia principale. Scoperto nel 1998, presenta un'orbita caratterizzata da un semiasse maggiore pari a 3,0628382 au e da un'eccentricità di 0,1743905, inclinata di 2,21159° rispetto all'eclittica.